# Elise Stefanik
Elise Marie Stefanik (ur. 2 lipca 1984 w Albany) – amerykańska polityk Partii Republikańskiej, członkini Izby Reprezentantów Stanów Zjednoczonych (od 2015), przewodnicząca Konferencji Republikanów w Izbie Reprezentantów (2021–2024), nominatka Donalda Trumpa na stanowisko ambasadora Stanów Zjednoczonych przy Organizacji Narodów Zjednoczonych.

## Życiorys
Elise Stefanik urodziła się 2 lipca 1984 roku w Albany, w tym też mieście się wychowała. Po ojcu ma pochodzenie czeskie, zaś po matce włoskie. Jej rodzice, Melanie i Kenneth Stefanikowie, prowadzili firmę zajmującą się hurtowym handlem przedmiotami ze sklejki. Uzyskała stopień Bachelor of Arts na Uniwersytecie Harvarda. W 2006 roku podjęła pracę w Domestic Policy Council, a następnie w jednym z biur w Białym Domu. Pracowała przy prezydenckiej kampanii wyborczej Tima Pawlenty’ego, a po jego rezygnacji działała w sztabie Paula Ryana.
W 2014 roku ogłosiła swój start w wyborach do Izby Reprezentantów w 21. okręgu wyborczym stanu Nowy Jork. W wyborach powszechnych zwyciężyła nad nominatem Partii Demokratycznej, Aaronem Woolfem i została najmłodszą w historii kobietą wybraną do Kongresu. Uzyskiwała reelekcję w 2016, 2018, 2020, 2022 i 2024 roku. W 2021 roku została wybrana przewodniczącą Konferencji Republikanów w Izbie Reprezentantów w miejsce odwołanej Liz Cheney, stając się tym samym trzecią najważniejszą osobą w Izbie Reprezentantów po stronie republikańskiej. Uzyskała reelekcję na tym stanowisku po wyborach w 2022 roku. 
W trakcie przesłuchania rektorów Uniwersytetu Harvarda, MIT i Uniwersytetu Pensylwanii w sprawie antysemityzmu na amerykańskich uczelniach, zadała im pytanie, czy „wzywanie do ludobójstwa narodu żydowskiego narusza kodeks postępowania bądź wartości uniwersyteckie”. Brak jednoznacznej odpowiedzi ze strony rektorów na to pytanie wywołało szerokie oburzenie w amerykańskiej opinii publicznej i było szeroko komentowane przez amerykańskie i międzynarodowe media. W związku z powszechnym oburzeniem, rektorzy Uniwersytetu Harvarda i Uniwersytetu Pensylwanii zrezygnowali.
W listopadzie 2024 roku prezydent elekt Donald Trump ogłosił jej nominację na stanowisko ambasadora Stanów Zjednoczonych przy Organizacji Narodów Zjednoczonych. Jednak 27 marca 2025 roku Donald Trump wycofał jej kandydaturę, uzasadniając to zapobieżeniem utraty przez Partię Republikańską większości w Izbie Reprezentantów.